# ناحیه نورثست (شهرستان آدامز، ایلینوی)
ناحیه نورثست، شهرستان آدامز، ایلینوی (به انگلیسی: Northeast Township) یک منطقهٔ مسکونی در ایالات متحده آمریکا است که در شهرستان آدامز، ایلینوی واقع شده‌است. ناحیه نورثست ۸۴۰ نفر جمعیت دارد و ۲۱۳ متر بالاتر از سطح دریا واقع شده‌است.